# 绿城广场
绿城广场是位于河南省郑州市二七区中原路与嵩山路两条主干道交汇处的一个广场。建于1986年，1987年5月建成开放，占地面积近9公顷。

## 简介
1997年4月，对广场进行了大规模的扩建改造，1997年11月30日建成开放。
郑州博物馆位于广场附近。

## 交通
郑州公交1路、9路、46路、58路、B12路等多条线路途径绿城广场，郑州地铁1号线亦在此设有绿城广场站。